# Helladotherium
Helladotherium е изкопаем род бозайници от семейство Жирафови с единствен известен вид Helladotherium duvernoyi. Не са открити кости от цял скелет и за големината и устройството на тялото се съди по открити отделни кости и части от черепи. Първите останки са открити от находището до село Пикерми, близо до Атина. Оттук идва и наименованието на рода (Hellas – Гърция). Представителите на рода наподобявали на съвременните окапи, но особености в устройството на черепа са причина те да бъдат причислени към подсемейство Sivatheriinae. Останки от Helladotherium са открити на Балканския полуостров (вкл. и в България), Молдова, Украйна, Турция, Индия и Северна Африка.